# Naoki Maeda (fotbollsspelare född 1996)
Naoki Maeda (前田 尚輝 Maeda Naoki?), född 11 juni 1996 i Kanagawa prefektur, är en japansk fotbollsspelare som spelar för MuSa.

## Karriär
Maeda började sin karriär 2013 i Shonan Bellmare. 2015 lånades han ut till Fukushima United FC. Han spelade 77 ligamatcher för klubben.
I december 2018 värvades Maeda av Iwaki FC. Efter säsongen 2020 lämnade han klubben. I februari 2021 värvades Maeda av finländska MuSa, som spelade i Ettan.